# Malbranchea multicolor
Malbranchea multicolor är en svampart som beskrevs av Mannina & Mosca 1984. Malbranchea multicolor ingår i släktet Malbranchea och familjen Myxotrichaceae.   Inga underarter finns listade i Catalogue of Life.